# 春錦亭柳桜
春錦亭 柳桜（しゅんきんてい りゅうおう）は、落語家の柳派の名跡。柳櫻とも表記。
名前の由来は古今和歌集の『見渡せば柳桜をこきまぜて都ぞ春の錦なりける』の一節から由来。
- 初代春錦亭柳桜 - 3代目麗々亭柳橋が改名。
- 2代目春錦亭柳桜 - 後の5代目麗々亭柳橋。
- 3代目春錦亭柳桜 - 後の柳亭市楽。
- 4代目春風亭柳桜 - 当該項目で記述。